# Stanisław Maczek

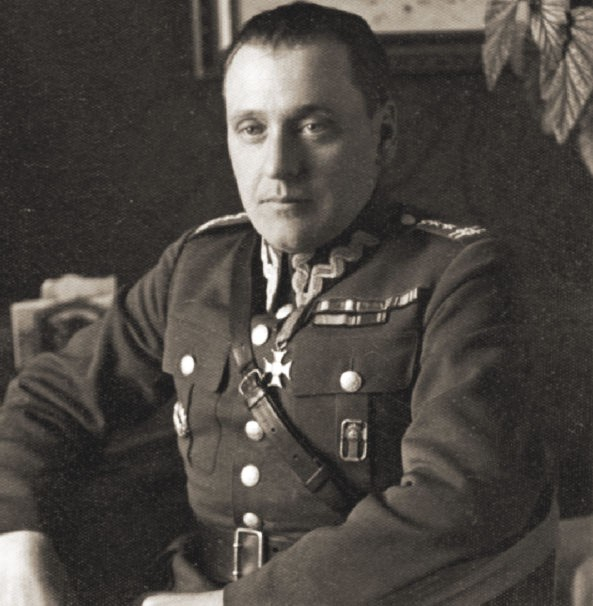
Stanisław Maczek w stopniu pułkownika Wojska Polskiego

Stanisław Maczek, ps. Baca  (ur. 31 marca 1892 w Szczercu, zm. 11 grudnia 1994 w Edynburgu) – generał dywizji Wojska Polskiego, prekursor polskiej broni pancernej, kawaler Orderu Orła Białego, honorowy obywatel Holandii, 11 listopada 1990 awansowany przez prezydenta RP na uchodźstwie do stopnia generała broni.
Podczas I wojny światowej walczył na froncie rosyjskim w Karpatach i froncie włoskim w Alpach. Po kapitulacji państw centralnych 11 listopada 1918 Maczek przedostał się do Krosna, gdzie wstąpił do odrodzonego Wojska Polskiego. Początkowo dowodził batalionem krośnieńskim przeznaczonym do odsieczy oblężonego Lwowa. W kwietniu 1919 otrzymał przydział na dowódcę tzw. lotnej kompanii w 4 Dywizji Piechoty, która zasłużyła się w walkach m.in. o Drohobycz i Stanisławów. Po zakończeniu wojny polsko-bolszewickiej Maczek, w stopniu majora, pozostał w służbie zawodowej. W 1938 otrzymał dowództwo 10 Brygady Kawalerii, pierwszej polskiej jednostki zmotoryzowanej, która stanowiła zalążek sił pancernych. Podczas kampanii wrześniowej dowodzona przez niego jednostka zadała ciężkie straty niemieckiemu XXII Korpusowi Pancernemu. Dowodzona przez Maczka 1 Dywizja Pancerna przeszła szlak bojowy przez Francję, Belgię, Holandię i Niemcy. W 1944 brała udział w inwazji sił alianckich w Normandii, największej operacji desantowej w historii. Dywizja odegrała znaczącą rolę w bitwie pod Falaise, zamykając okrążenie wokół niemieckich 7 Armii i 5 Armii Pancernej w tzw. kotle. Uczestniczył także w wyzwalaniu Bredy oraz zdobyciu Wilhelmshaven.

## Życiorys

### Młodość
Urodził się 31 marca 1892 w Szczercu, w ówczesnym powiecie lwowskim Królestwa Galicji i Lodomerii w rodzinie Witolda (1854–1926), adiunkta w tamtejszym c. k. Sądzie Powiatowym i Anny z Czernych (1852–1939), ziemianki. Rodzina ojca była pochodzenia chorwackiego, kuzynem Maczka był wieloletni przywódca Chorwackiej Partii Chłopskiej (1928–1964) i współtwórca Banowiny Chorwacji (1939–1941), Vladko Maček.
W 1894 rodzina Maczków przeniosła się do Drohobycza, gdzie Witold został ponownie zatrudniony jako adiunkt w c. k. Sądzie Powiatowym. W 1910 Stanisław ukończył c. k. Gimnazjum im. Franciszka Józefa w Drohobyczu i złożył maturę z odznaczeniem. Po ukończeniu gimnazjum przeniósł się z rodziną do Lwowa. W latach 1910–1914 studiował na Wydziale Humanistycznym Uniwersytetu Lwowskiego: filozofię ścisłą pod kierunkiem prof. Kazimierza Twardowskiego oraz filologię polską u profesorów Wilhelma Bruchnalskiego i Józefa Kallenbacha. Przygotował pracę magisterską poświęconą komentarzom Sebastiana Petrycego do dzieł Arystotelesa i Platona, występując na seminarium Twardowskiego z krytyką publikacji Stanisława Kota o Petrycym, w której sekundowali mu przyjaciele Wacław Komarnicki i Włodzimierz Jampolski. Równocześnie wszedł w środowisko akademickie tętniące działalnością patriotyczną. W tym czasie odbył przeszkolenie wojskowe i w 1912 dołączył do Związku Strzeleckiego. Następnie przyjął pseudonim Rozłucki. Służbę w Legionach Piłsudskiego uniemożliwiło mu powołanie do cesarsko-królewskiej Obrony Krajowej.

### I wojna światowa
Podczas I wojny światowej wcielony do armii austro-węgierskiej i wysłany wraz z pułkiem południowotyrolskim na front włoski. Został skierowany do Szkoły Oficerów Rezerwy 3 Korpusu. Po ukończeniu szkoły został dowódcą plutonu w 3 Pułku Piechoty Obrony Krajowej w Grazu. 14 czerwca 1915 został przeniesiony do II Pułku Strzelców Krajowych (15 stycznia 1917 przemianowany na II Pułk Strzelców Cesarskich). W grudniu tego samego roku został skierowany na front włoski nad rzekę Isonzo. Wiosną 1916 został instruktorem szkoły oficerskiej 14 Korpusu w Steyr. W październiku tego samego roku został podporucznikiem i dowódcą kompanii. Dowodząc kompanią wsławił się licznymi akcjami za które otrzymał odznaczenia austriackie. W lutym 1918 został ranny i trafił do wiedeńskiego szpitala. Następnie po jego opuszczeniu otrzymał trzymiesięczny urlop, który spędził we Lwowie. Podczas urlopu załatwił sprawy związane z uzyskaniem dyplomu studiów uniwersyteckich. Po zakończeniu urlopu wrócił na front włoski.
Walczył w jednostkach strzelców alpejskich i dosłużył się stopnia porucznika. Po zawieszeniu broni 11 listopada 1918 zdezerterował i przedostał się do Krosna, gdzie już 14 listopada wstąpił do odrodzonego Wojska Polskiego.

### Wojna polsko-ukraińska
14 listopada 1918 Maczek zameldował się u ppłk. Józefa Swobody, dowódcy garnizonu Krosno i tego samego dnia otrzymał dowództwo kompanii krośnieńskiej, przybyłej do Sanoka i dalej przeznaczonej do odsieczy oblężonego Lwowa. 20 listopada oddział wyruszył pociągiem „Kozak” o prowizorycznie opancerzonych przednich wagonach w kierunku Sanoka. Na dworcu w Ustrzykach Dolnych żołnierze Maczka opanowali wojskowy pociąg ukraiński, zdobyli cztery działa i w ataku na bagnety wyzwolili miasto. Później zdobyli węzeł kolejowy Chyrów i pobliski Felsztyn, ale dalsze natarcie – na Sambor – już się nie powiodło. Przez całą zimę 1918/1919 zreorganizowany 3 Batalion Strzelców Sanockich (w skład którego wchodziła wtedy kompania ckm dowodzona przez Maczka), pozostawał w Chyrowie, wiążąc duże siły ukraińskie.
W kwietniu 1919 batalion został przerzucony w rejon Sądowej Wiszni i wszedł w skład 4 Dywizji Piechoty gen. Aleksandrowicza. W sztabie dywizji zaproponowano Maczkowi, by – wykorzystując swoje doświadczenia i żołnierzy – utworzył „lotną kompanię szturmową” . Oddział ten (częściowo wzorowany na austriackich „Jagd-commando”), tworzyły 4 plutony strzeleckie i pluton ciężkich karabinów maszynowych i moździerzy. Dysponując dużą siłą ognia i możliwością szybkiego przemieszczania się na silnych wozach parokonnych po-austriackiego taboru, jednostka dowodzona przez Maczka niemal samodzielnie zdobyła Drohobycz i Borysław, a później Stanisławów.
Po nadejściu kontrofensywy ukraińskiej, kompania – jako odwód dywizji – dostała rozkaz wycofania się ze Stanisławowa. Po drodze, w czerwcu 1919, przeszła walki o wioskę Czerniów i panujące nad okolicą wzgórze, silnie bronione przez Ukraińców. Bezpośrednio po zdobyciu tej pozycji porucznik Maczek został awansowany na polu walki przez Józefa Piłsudskiego (formalne zatwierdzenie stopnia kapitana nastąpiło dopiero w 1920, po weryfikacji). Potem lotna kompania szturmowa brała udział w walkach o Buczacz, Czortków, Husiatyn i doszła aż do rzeki Zbrucz, za którą w połowie lipca 1919 wycofały się wojska ukraińskie, odrzucone w ten sposób na teren Ukraińskiej Republiki Ludowej.
Jesienią 1919 Maczek, wraz z całą dywizją, został przerzucony na Wołyń.

### Wojna polsko-bolszewicka
Po ustaniu walk polsko-ukraińskich, zimą 1919/1920, Maczek został przeniesiony do zadań sztabowych, początkowo w sztabie gen. Listowskiego. Wiosną 1920, gdy rozpoczynała się ofensywa kijowska wojny polsko-bolszewickiej, był już w sztabie 2. Armii gen. Raszewskiego. Wykonując zadania oficera łącznikowego sztabu armii (wtedy – w Łucku) i wysłany do grupy gen. Krajowskiego, kpt. Stanisław Maczek został odcięty od swojego sztabu przez oddziały Budionnego. W tej sytuacji zameldował się we Lwowie u gen. Iwaszkiewicza. Za jego zgodą odtworzył swój batalion szturmowy, włączony wkrótce w skład dywizji jazdy gen. Rómmla. 19 sierpnia 1920 został zatwierdzony z dniem 1 kwietnia 1920 w stopniu kapitana, w piechocie, w grupie oficerów byłej armii austro-węgierskiej.
W połowie sierpnia 1920 batalion kpt. Maczka, zdobywając miasto Waręż, przełamał front 24. dywizji sowieckiej i umożliwił wyjście dywizji kawalerii podążającej za armią Budionnego w kierunku Warszawy. Oddział o oficjalnej już nazwie „Baon szturmowy 1. dyw. kawalerii im. kpt. Maczka” został potem skierowany do Zamościa, gdzie uzupełniono sprzęt i przeszkolono żołnierzy. Później – wraz z całą dywizją – baon przeszedł w rejon rzeki Słucz, gdzie zastał go koniec działań wojennych.

### Dwudziestolecie międzywojenne

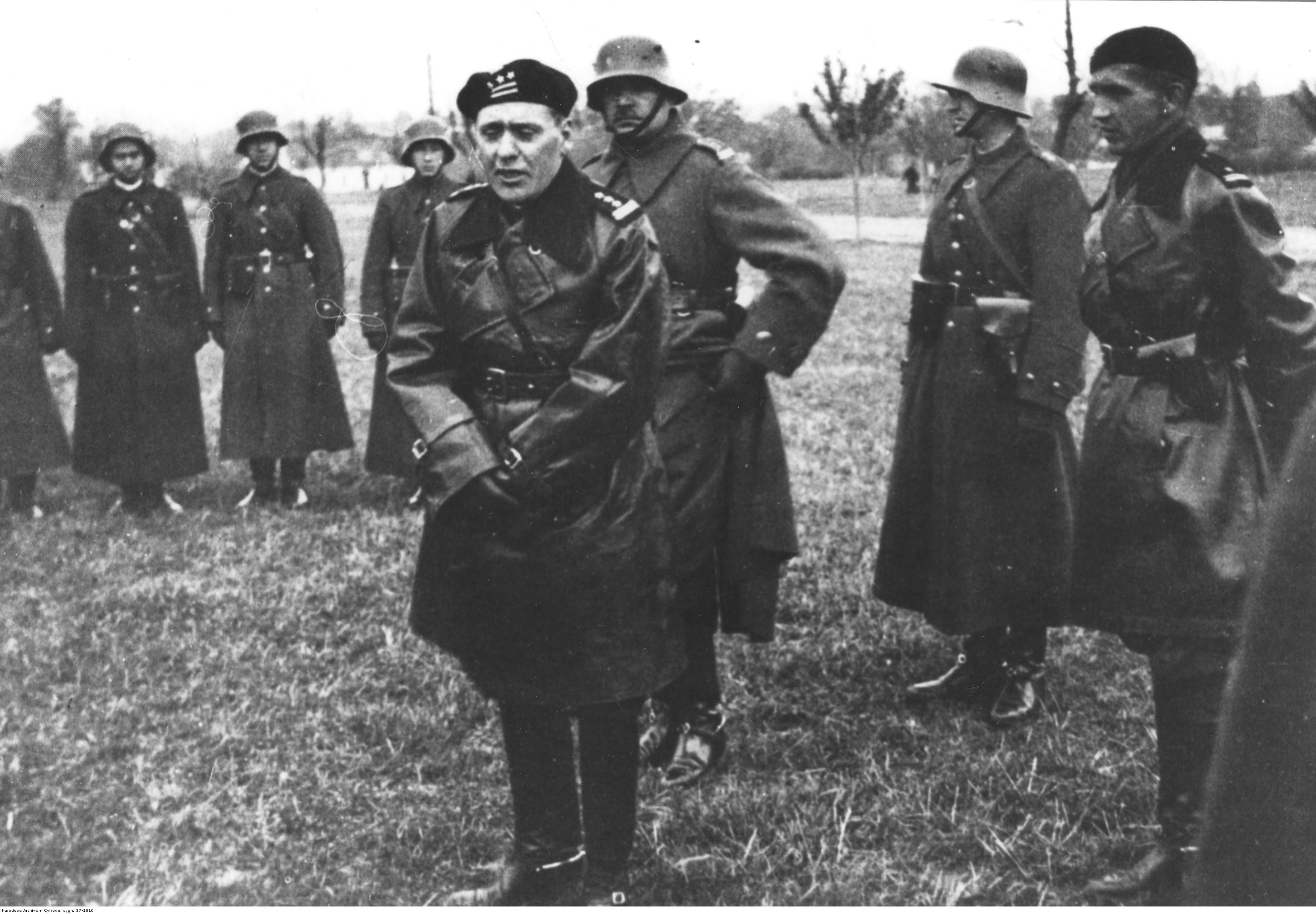
Płk Stanisław Maczek wśród żołnierzy 10 Brygady Kawalerii podczas zajmowania Zaolzia w 1938

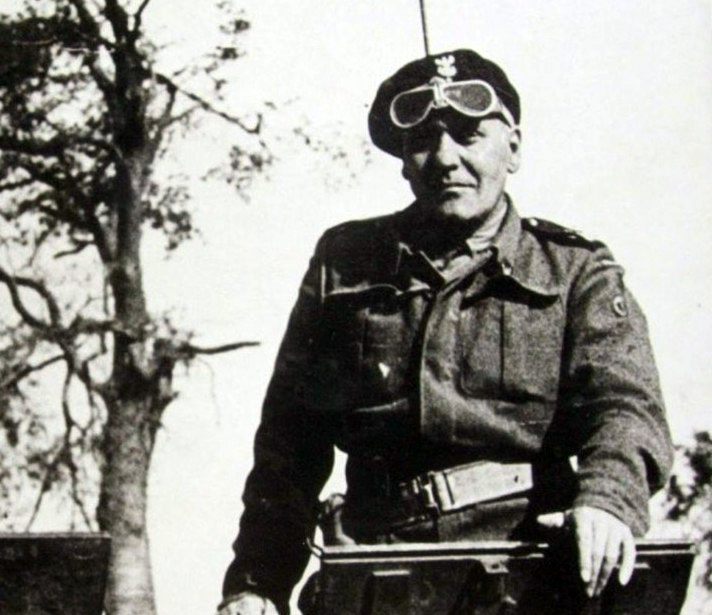
Gen. Stanisław Maczek w 1944

Po zakończeniu działań wojennych pozostał w zawodowej służbie wojskowej. 1 czerwca 1921 pełnił służbę w Dowództwie 20 Dywizji Piechoty, a jego oddziałem macierzystym był 40. Pułk Piechoty. W tym czasie przysługiwał mu obok stopnia wojskowego tytuł „adiutant sztabowy”. 3 maja 1922 został zweryfikowany w stopniu majora ze starszeństwem od 1 czerwca 1919 i 317. lokatą w korpusie oficerów piechoty, a jego oddziałem macierzystym był nadal 40 pp. Później został przeniesiony do 26. Pułku Piechoty we Lwowie i przydzielony do Dowództwa Okręgu Korpusu Nr VI we Lwowie. 1 listopada 1922 został „powołany do służby Sztabu Generalnego z prawem jednorocznego doszkolenia w Wyższej Szkole Wojennej”. Od tego czasu przysługiwał mu obok stopnia wojskowego tytuł „przydzielony do Sztabu Generalnego”. 2 listopada 1923 został „odkomenderowany” z 26. pp do Wyższej Szkoły Wojennej w Warszawie, w charakterze słuchacza jednorocznego kursu doszkolenia. Z dniem 15 października 1924, po ukończeniu kursu i uzyskaniu tytułu naukowego oficera Sztabu Generalnego, przydzielony został do kierowanego przez ppłk. dypl. Ludwika Bociańskiego Wydziału Wywiadowczego Oddziału II Sztabu Generalnego i wyznaczony na stanowisko kierownika Ekspozytury Nr 5 we Lwowie z zadaniem prowadzenia wywiadu na temat obronności ZSRR. 1 grudnia 1924 prezydent RP nadał mu stopień podpułkownika ze starszeństwem z 15 sierpnia 1924 i 85. lokatą w korpusie oficerów piechoty. W październiku 1927 opuścił Oddział II SG WP i został przeniesiony do 76. Pułku Piechoty w Grodnie na stanowisko zastępcy dowódcy pułku. W marcu 1929 został przeniesiony do 81. Pułku Strzelców Grodzieńskich w Grodnie na stanowisko dowódcy pułku. 10 listopada 1930 prezydent RP nadał mu stopień pułkownika ze starszeństwem z 1 stycznia 1931 i 12. lokatą w korpusie piechoty. 16 lutego 1935 został mianowany dowódcą piechoty dywizyjnej 7. Dywizji Piechoty w Częstochowie. 30 października 1938, w Bielsku, w czasie rewindykacji Zaolzia objął dowództwo 10. Brygady Kawalerii, pierwszej wielkiej jednostki pancerno-motorowej Wojska Polskiego.

### Wojna obronna
W 1939 Maczek wraz ze swą jednostką brał udział w walkach odwrotowych i działaniach opóźniających na rzecz Armii Kraków i Karpaty. Zadał niemieckiemu XXII Korpusowi Pancernemu ciężkie straty w bitwach pod Jordanowem, Nowym Wiśniczem, Rzeszowem (obsadzonym 8 września) i Łańcutem. 10 września po utracie Jarosławia i Radymna wycofał się za San w okolicach Leżajska. Od 15 września walczył po raz kolejny w obronie Lwowa, jednak wieczorem 17 września w wykonaniu rozkazu Naczelnego Wodza w związku z agresją ZSRR na Polskę wraz z całą jednostką przerwał walkę z Niemcami, wycofał się w rejon Halicza i 19 września rano wobec nadciągających jednostek szybkich Armii Czerwonej przekroczył granicę polsko-węgierską w Jabłonicy na Przełęczy Tatarskiej.
W rozmowach ze stroną węgierską na granicy 18/19 września uzyskał zgodę na dalszy przejazd brygady własnymi wozami i złożenie broni dopiero przed opuszczeniem byłego terytorium Karpato-Ukrainy w Beregszász. Tam po konsultacji telefonicznej z poselstwem RP w Budapeszcie i na rozkaz gen. bryg. Bolesława Jacyna-Jatelnickiego pozwolił 7 Brygadzie Honwedów rozbroić i internować 10 BK. Otrzymał także od przedstawiciela węgierskiego sztabu generalnego poufną deklarację umożliwienia żołnierzom 10 BK dalszego przedostawania się partiami i bez rozgłosu do Francji. Na Węgrzech przebywała z nim żona i dzieci. Na imienne wezwanie z Francji opuścił Budapeszt koleją.
15 listopada 1939, w uznaniu zasług, otrzymał awans do stopnia generała brygady. Za udział w wojnie obronnej 1939 otrzymał Krzyż Złoty Orderu Virtuti Militari.
Gen. Maczek był zwolennikiem prowadzenia wojny w sposób nowoczesny, za pomocą cechujących się dużą manewrowością i szybkością samodzielnych pancernych związków taktycznych, które zapewniły m.in. Niemcom zwycięstwo w kampanii 1939. Jego zdaniem rola piechoty na polach bitew wyraźnie zmalała od czasów I wojny światowej a jej efektywność zależała od wsparcia m.in. lotnictwa i broni pancernej.

### Francja 1940
21 października 1939 Maczek dotarł do Francji, gdzie otrzymał przydział na dowódcę ośrodka wojskowego w Coëtquidan. Został dowódcą lekkiej brygady pancernej w Sainte-Cécile. Z powodu trudności czynionych przez władze francuskie nie udało mu się w pełni utworzyć planowanej dywizji pancernej. Faktycznie z całej dywizji do maja 1940 uformowano niecałą brygadę.
Podczas agresji niemieckiej na Francję Maczek wyruszył 10 czerwca 1940 na front w Szampanii na czele odtworzonej 10 Brygady Kawalerii Pancernej (10éme Brigade de cavalerie blindée). Osłaniał odwrót francuskiej 20 Dywizji Piechoty pod Champaubert–Montgivroux i walczył wraz z elementami 59 Dywizji Piechoty w rejonie bagien św. Godona.
Na skutek niewykonalnego rozkazu dowództwa o zajęciu Montbard i mostów na Kanale Burgundzkim resztki brygady Maczka zostały odcięte. 17 czerwca generał wydał rozkaz o zniszczeniu sprzętu i rozpoczął odwrót na południe z pół tysiącem swych żołnierzy. Po rozformowaniu brygady 18 czerwca przedarł się do Marsylii w towarzystwie płk. Franciszka Skibińskiego i kilku innych podkomendnych. W drodze odebrał podziękowania od gen. Maxime'a Weyganda w Clermont-Ferrand. Otrzymawszy wiadomość, że jego rodzina dotarła do Maroka, skorzystał z pomocy znajomego oficera francuskiego wywiadu, by w pierwszej połowie lipca wydostać się spod obserwacji gestapo w przebraniu Araba (według innego źródła: szeregowca Legii Cudzoziemskiej) z grupą zdemobilizowanych żołnierzy Legii Cudzoziemskiej najpierw do Tunisu lub Oranu, a stamtąd do Casablanki. Gościł tam z żoną przez dwa miesiące u nominalnego dyrektora Biura Polskiego Paula-Étienne'a Torre'a, który finansował działalność placówki poprzez swoją wielką firmę budowlaną, a po klęsce Francji pomagał w przerzucie zdemobilizowanych żołnierzy polskich do Wielkiej Brytanii. Następnie wraz z rodziną przez Gibraltar i Portugalię dotarł 21 września 1940 do Anglii.

### Wielka Brytania

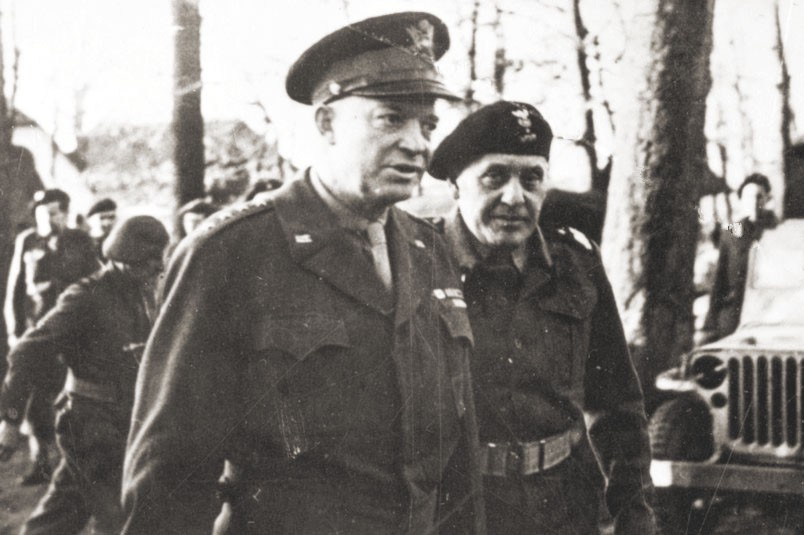
Gen. Stanisław Maczek (po prawej) towarzyszy gen. Dwightowi Eisenhowerowi podczas wizytacji oddziałów 1 Dywizji Pancernej, Holandia 1944

W Wielkiej Brytanii otrzymał przydział na stanowisko dowódcy 2 Brygady Strzelców, do tego czasu dowodzonej przez gen. Rudolfa Dreszera. Brygadę Strzelców przekształcono z powrotem w 10 Brygadę Kawalerii Pancernej, a w lutym 1942 – w 1 Dywizję Pancerną z kwaterą w Edynburgu.
Po śmierci gen. Władysława Sikorskiego przeprowadził reorganizację dywizji i wymianę jej obsady personalnej w zgodzie z wytycznymi nowego Naczelnego Wodza gen. Kazimierza Sosnkowskiego o odmłodzeniu kadry oficerskiej, dostosowując etaty do standardów brytyjskich dywizji pancernych. Plan ten został zatwierdzony przez gen. Sosnkowskiego na konferencji w Bovington w połowie września 1943.

### Front zachodni 1944–1945

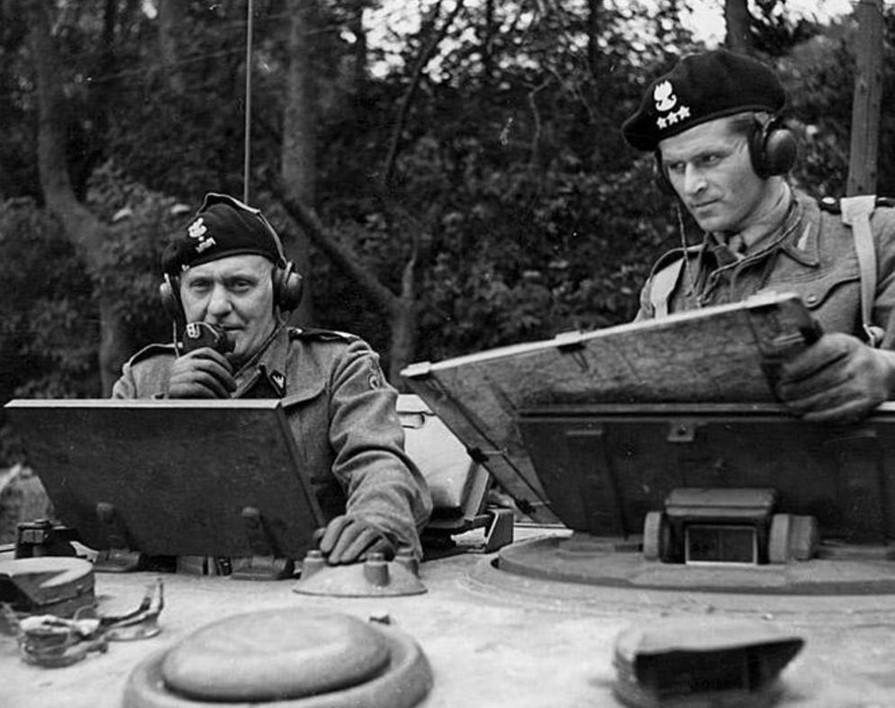
Stanisław Maczek podczas dowodzenia dywizją, 1944

1 sierpnia 1944 1 Dywizja Pancerna wylądowała w Normandii, w pobliżu Caen. W składzie 2 Korpusu Kanadyjskiego, gen. Maczek dowodził swą dywizją w zwycięskiej bitwie pod Falaise, gdzie zdecydowana obrona Mont Ormel (Wzgórze 262 znane też jako „Maczuga”) przez jego dywizję uniemożliwiła większej grupie rozbitków 7 Armii wydostanie się z kotła. 8 sierpnia 1944 ruszyło natarcie wzdłuż szosy Caen–Falaise.
11 września 1944 sygnował obok gen. Sosnkowskiego i gen. Władysława Andersa zgodę na kapitulację powstania warszawskiego, przesłaną przez Dowództwo Polskich Sił Zbrojnych na Zachodzie z Londynu do dowódcy Armii Krajowej w Warszawie.
W ciągłych walkach z Wehrmachtem gen. Maczek prowadził dywizję w kierunku Belgii i Holandii. Wyzwolił m.in. Ypres, Gandawę i Passchendaele. Dzięki znakomitemu manewrowi oskrzydlającemu, po ciężkich walkach Maczkowi udało się wyzwolić Bredę bez strat wśród ludności cywilnej. 26 marca 1945 pod Łukiem Triumfalnym w Paryżu został odznaczony Komandorią Krzyża Legii Honorowej.
4 maja 1945 dywizja dotarła do bazy Kriegsmarine w Wilhelmshaven, gdzie generał przyjął kapitulację dowództwa twierdzy, głównej stoczni Kriegsmarine (wykorzystującej pracę więźniów podobozu Neuengamme w Wilhelmshaven), floty „Ostfriesland”, resztki dziesięciu dywizji piechoty oraz 8 pułków piechoty i artylerii. 
19 maja 1945 w miasteczku niemieckim Haren, wcześniej zdobytym przez 1 Dywizję Pancerną, położonym w Dolnej Saksonii, gen. Stanisław Maczek i jego żołnierze, na wniosek kolegów z II Korpusu Kanadyjskiego, stworzyli tymczasowe lokum dla Polaków, jeńców byłych niemieckich obozów, żołnierzy, którzy nie mieli dachu nad głową. W miasteczku mieszkało ok. 5000 Polaków, w tym 1728 uczestniczek powstania warszawskiego, więzionych w obozie Stalagu VI w Oberlangen.
Zgodę na utworzenie polskiego miasteczka wydał marszałek polny Bernard Law Montgomery. Miasteczko początkowo nosiło nazwę Lwów, nazwę Maczków nadał miasteczku gen. Tadeusz Bór-Komorowski. W Maczkowie były polskie nazwy ulic: Jagiellońska, Legionów, Mickiewicza, Łyczakowska. Ostatni Polacy opuścili osiedle we wrześniu 1948.
23 maja przekazał dywizję gen. Klemensowi Rudnickiemu, a sam objął dowództwo I Korpusu Polskiego w Szkocji z nominacji pełniącego obowiązki Naczelnego Wodza gen. Andersa. Był przewidziany na dowódcę polskich sił okupacyjnych w Niemczech, jednak plany sprowadzenia przez niego I Korpusu do Niemiec nie powiodły się i w rezultacie Maczek pozostał w Szkocji. 1 czerwca 1945 został awansowany przez prezydenta Władysława Raczkiewicza do stopnia generała dywizji.

### Lata powojenne

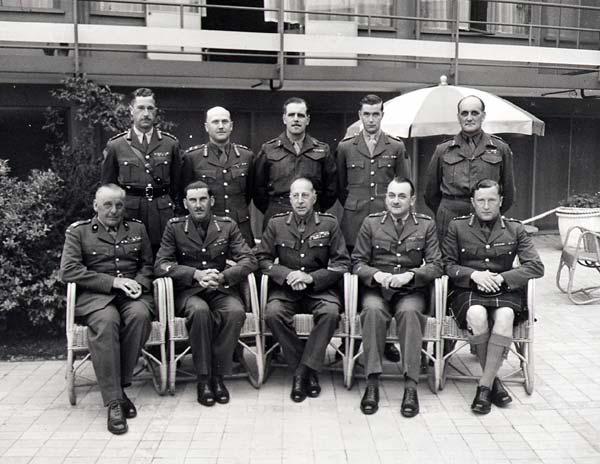
Gen. Stanisław Maczek (siedzi pierwszy z lewej) pośród generałów 1 Armii Kanadyjskiej, której organizacyjnie podlegała polska brygada

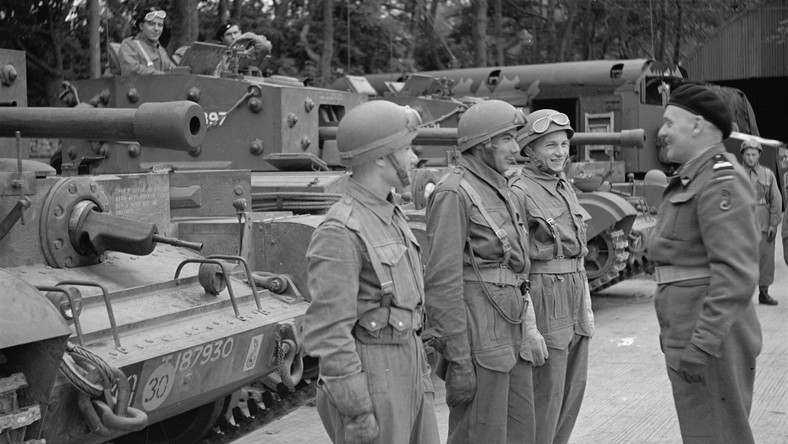
Gen. Stanisław Maczek podczas inspekcji, 1944

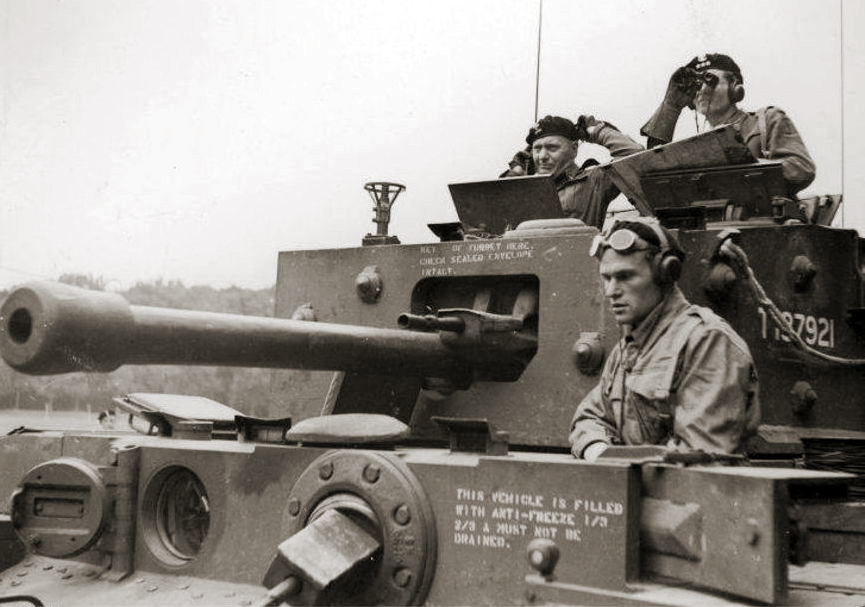
Gen. Stanisław Maczek (pierwszy z lewej) w trakcie bitwy pod Falaise w 1944

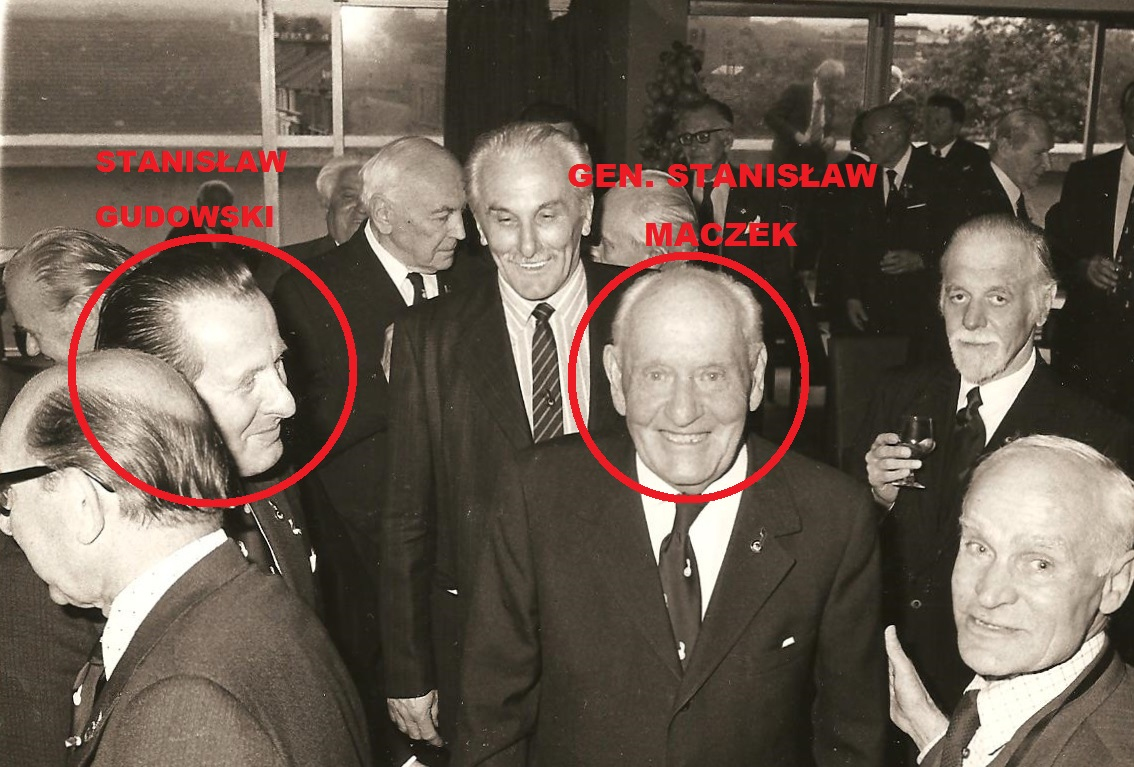
Gen. Stanisław Maczek podczas spotkania weteranów 1 Dywizji Pancernej

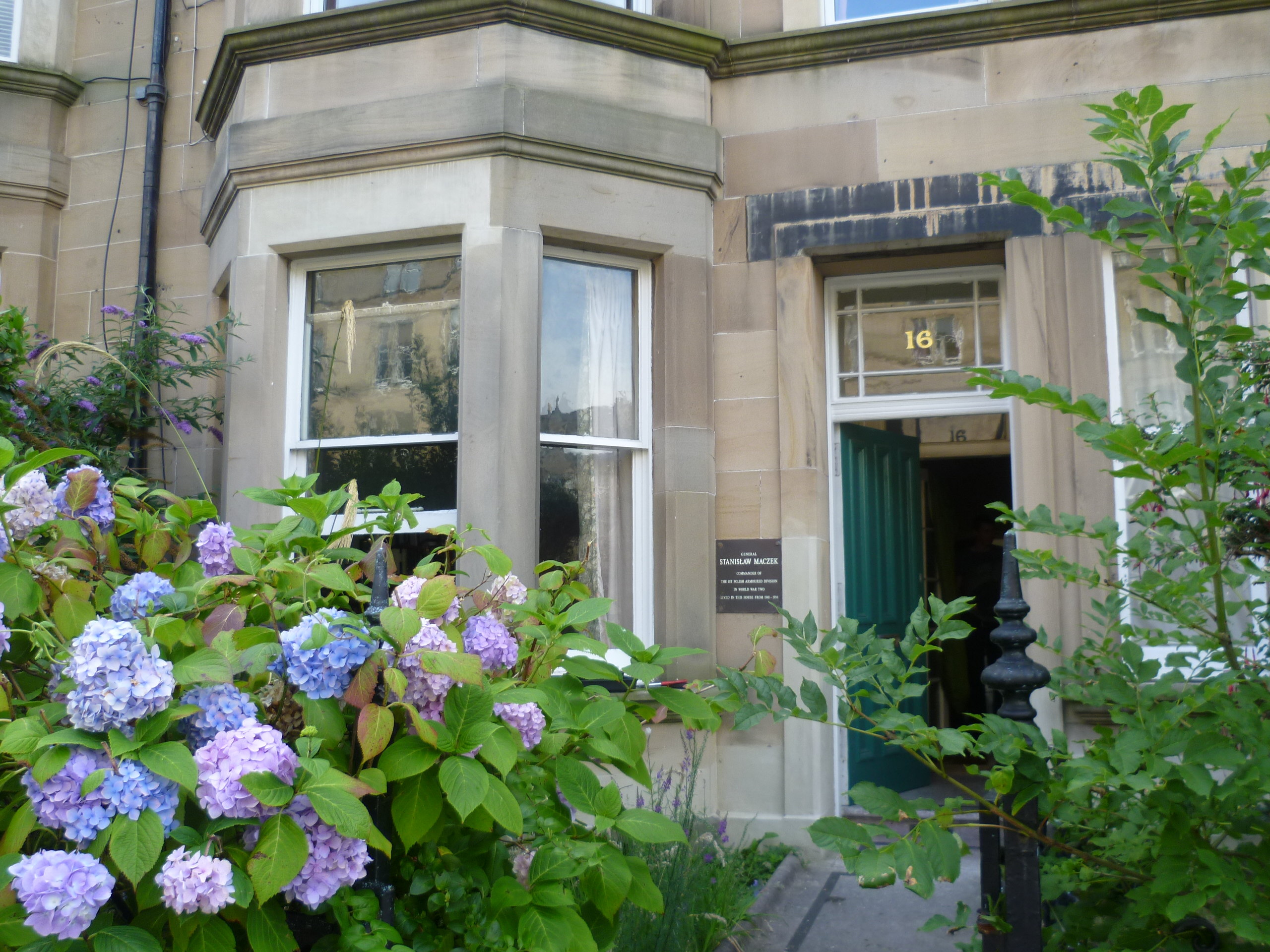
Dom przy Arden Street w Edynburgu, w którym generał mieszkał w latach 1948-1994

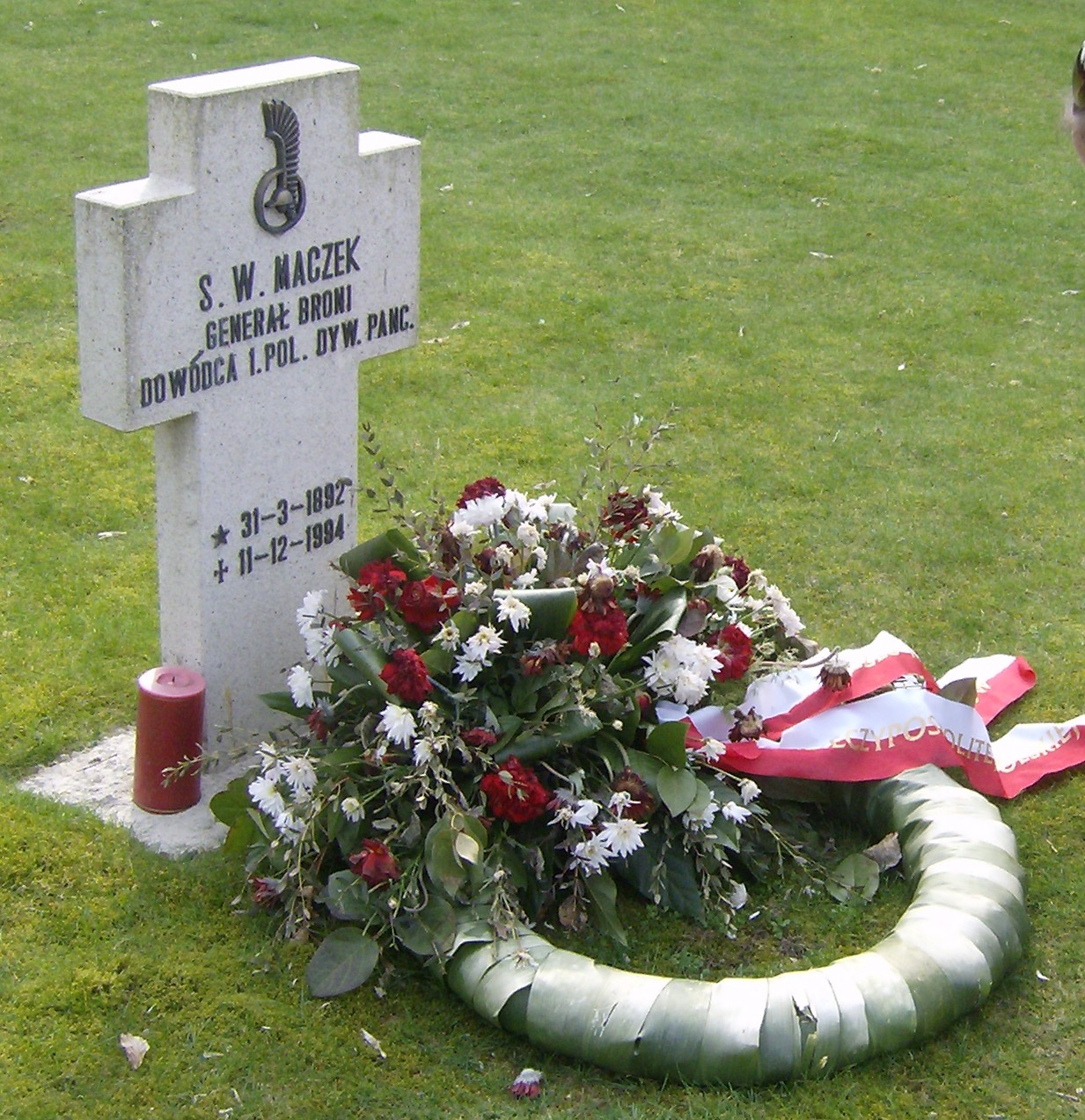
Grób gen. Stanisława Maczka na cmentarzu żołnierzy polskich w Bredzie

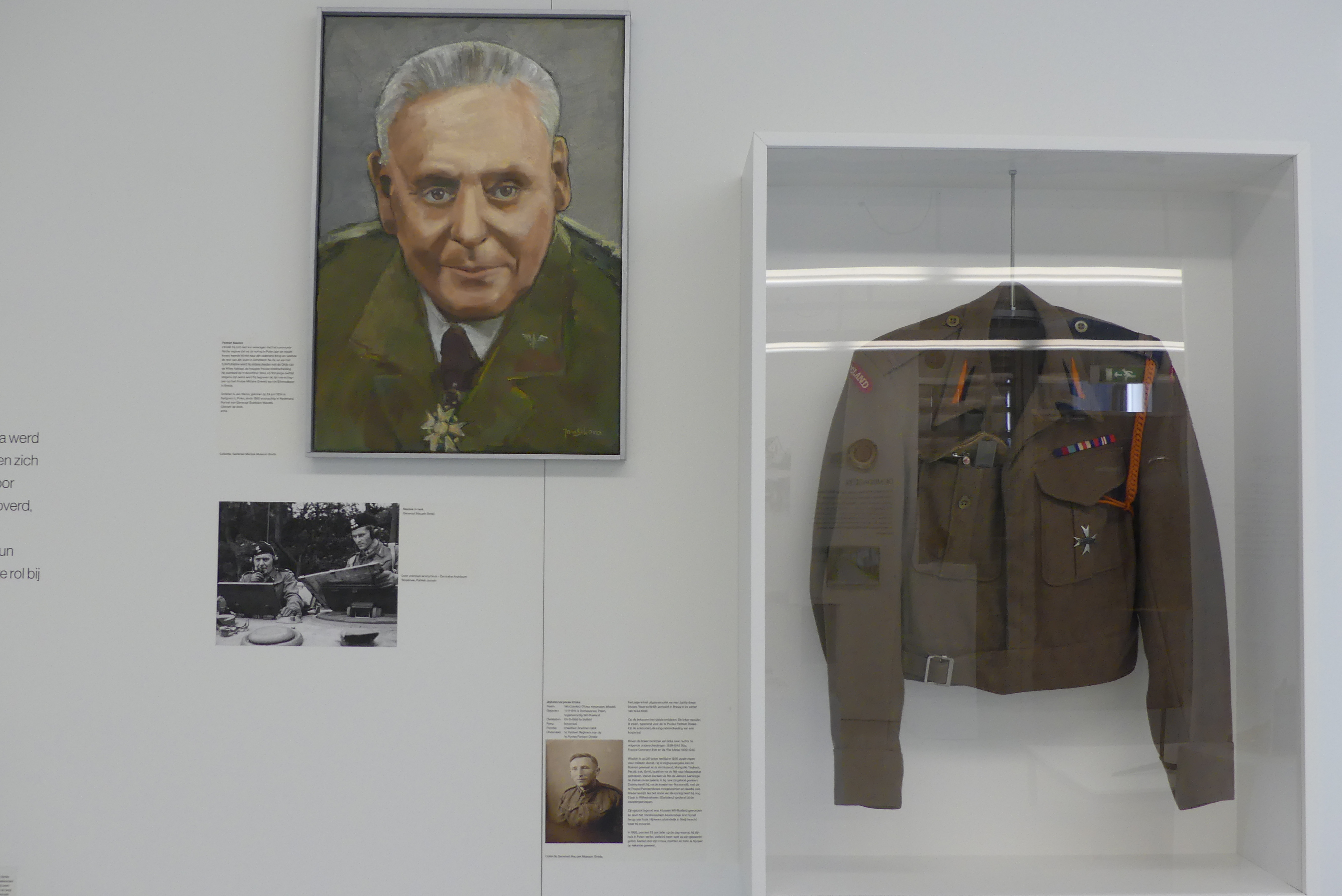
Wystawa Muzeum Miejskiego w Bredzie poświęcona gen. Stanisławowi Maczkowi

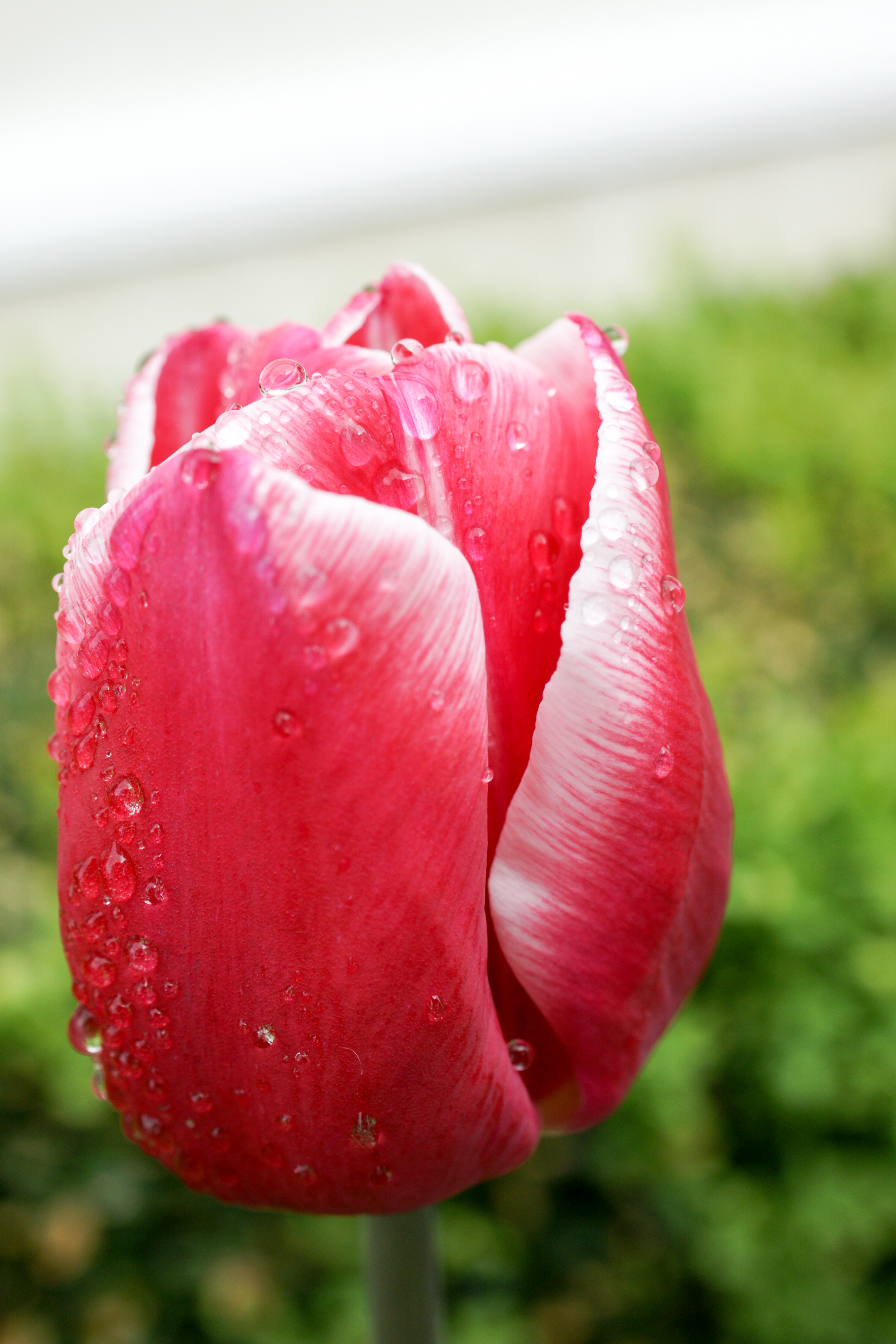
Tulipan Generał Stanisław Maczek nazwany na cześć polskiego dowódcy

Stanisław Maczek pozostał na emigracji w Edynburgu w Wielkiej Brytanii.
Od września 1945 dowodził jednostkami polskimi, które pozostały w Wielkiej Brytanii aż do ich demobilizacji.
26 września 1946 Tymczasowy Rząd Jedności Narodowej w Warszawie, na podstawie ustawy z 1920 o obywatelstwie Państwa Polskiego, pozbawił Maczka obywatelstwa polskiego w związku z „przyjęciem bez zgody właściwych władz polskich, urzędu publicznego w państwie obcym, a to podejmując się funkcji współorganizowania Polskiego Korpusu Przysposobienia i Rozmieszczeń, będącego formacją paramilitarną stanowiącą część armii brytyjskiej”. Do decyzji tej przyczyniła się prawdopodobnie treść rozkazu dowódcy do żołnierzy I Korpusu w związku z powołaniem PKPR, w którego kopii przekazanej przez ambasadę RP w Londynie i zachowanej w Archiwum Ministerstwa Spraw Zagranicznych podkreślony został fragment mówiący o oczekiwaniu na „ewentualną zmianę sytuacji w Polsce”.
Od 1945 w związku z ustanowieniem stosunków dyplomatycznych między Wielką Brytanią a rządem polskim w Warszawie był pozbawiony świadczeń przysługujących żołnierzom alianckim. 9 września 1948 opuścił szeregi wojska w ramach demobilizacji. W 1949 osiadł z rodziną na stałe w Edynburgu, gdzie mieściła się wcześniej wojenna kwatera jego jednostki. Otrzymał w 1949 jednorazowe wsparcie finansowe od rządu brytyjskiego w wysokości 3000 funtów (w tym 2000 funtów pożyczki), dzięki któremu kupił mieszkanie w kamienicy przy 16 Arden Street w edynburskiej dzielnicy Marchmont. Pracował kolejno jako robotnik, sprzedawca w sklepie prowadzonym przez byłego żołnierza własnej jednostki, barman w edynburskich hotelach Dorchester, Grosvenor i Learmonth (założonym przez byłego podkomendnego sierż. Jana S. Tomasika), wreszcie w latach 1957–1959 jako menedżer klubu squashowego Edinburgh Sports Club. Wraz z żoną organizował wsparcie materialne dla swoich weteranów. Publikował w „Bellonie”, „Przeglądzie Kawalerii i Broni Pancernej”, „Orle Białym” oraz „Pancerniaku”.
29 października 1949 odsłonił pomnik polski w parku Wilhelminy w Bredzie.
W 1961 wydał w Edynburgu nakładem Tomar Publishers pamiętniki zatytułowane Od podwody do czołga. Wspomnienia wojenne 1918–1945, które ukazały się również w przekładzie francuskim jako Avec mes blindés : Pologne, France, Belgique, Hollande, Allemagne (Presses de la Cité, Paryż 1967). Książkę rozprowadził nieoficjalnie poprzez znajomych oficerów.
W latach 60. otrzymał stałe świadczenie od rządu Holandii w uznaniu swoich zasług wojennych. W 1964 Breda nazwała jedną z ulic jego imieniem, a w 1969 Maczek dokonał nią uroczystego przejazdu czołgiem.
W 1966 do powrotu do Polski zachęcał go związany ze Lwowem Wojciech Dzieduszycki, który był wówczas tajnym współpracownikiem SB. 23 listopada 1971 rząd Piotra Jaroszewicza uchylił decyzję TRJN przywracając Maczkowi obywatelstwo, jednak bez podania uchwały do wiadomości publicznej. Generał określił to „błazeńskim cyrkiem”.
W 1972 Radio Wolna Europa uczciło jego osiemdziesiąte urodziny specjalną audycją, w której wystąpił jako symbol alternatywnej Polski antykomunistycznej. Był także z tej okazji gościem honorowym na corocznym capstrzyku królewskim w Edynburgu. 
Pod koniec 1978 Maczek, który odznaczał się silną religijnością, uzyskał z rodziną prywatną audiencję u nowo wybranego papieża Jana Pawła II.
W 1981 odwiedził Bredę po raz ostatni, biorąc udział w ceremonii nadania imienia Muzeum Generała Maczka.
W 1982 ponownie spotkał się z Janem Pawłem II w Edynburgu podczas pielgrzymki papieskiej do Wielkiej Brytanii.
W 1987 jego dawni podkomendni z 1. Dywizji Pancernej służący w Ludowym Wojsku Polskim, gen. Franciszek Skibiński i gen. Kamiński, przesłali mu oficjalne telegramy z okazji 95. urodzin, ukazały się także pozytywne reportaże na jego temat w „Sztandarze Młodych” i „Ilustrowanym Kurierze Polskim”. Maczek do końca istnienia Polskiej Rzeczypospolitej Ludowej odmawiał jednak nawiązania kontaktu z jej rządem i powrotu do kraju.
26 lutego 1989 generał otrzymał prywatny list od premiera Mieczysława Rakowskiego z ofertą zadośćuczynienia za odebranie obywatelstwa. Ograniczył się do odpowiedzi na łamach „The Scotsman” z 2 marca, w której stwierdził, że list „nie zmienił [j]ego negatywnego stosunku do władz Polski Ludowej”. 15 marca 1989 rząd Mieczysława Rakowskiego uchylił uchwałę o odebraniu Maczkowi obywatelstwa z 1946.
Na wniosek ponad 40 000 mieszkańców Bredy generałowi przyznano honorowe obywatelstwo Holandii. 11 listopada 1990 został awansowany przez prezydenta RP na uchodźstwie do stopnia generała broni. Przyznany generałowi przez ministra obrony narodowej Janusza Onyszkiewicza zasiłek w wysokości 1500 funtów odrzuciła jego żona. Otrzymał także tytuły honorowego obywatelstwa Krakowa (14 maja 1994), Rzeszowa (23 marca 1994), Łańcuta.
Zmarł w wieku 102 lat w Edynburgu. Został pochowany na cmentarzu żołnierzy polskich w Bredzie.

## Rodzina i życie prywatne
Miał brata bliźniaka Franciszka i dwóch młodszych braci, Jana i Karola (wszyscy trzej zginęli podczas I wojny światowej), a także przyrodniego brata z pierwszego małżeństwa matki, pisarza Stanisława Antoniego Muellera (zm. 1944).
W czerwcu 1925 ożenił się w Stanisławowie z Zofią z domu Kuryś. Mieli troje dzieci: Renatę (ur. 1929), Andrzeja (1937–2023), wykładowcę chemii na Politechnice w Sheffield i urodzoną w Szkocji Małgorzatę.
W Edynburgu przyjaźnił się z kierowniczką londyńskiego biura Rozgłośni Polskiej RWE, Władą Majewską, która w czasie wojny towarzyszyła 1 DPanc na froncie jako piosenkarka Wesołej Lwowskiej Fali; był świadkiem na jej ślubie z Wiktorem Budzyńskim.

## Awanse
C.K. Armia
- podporucznik (leutnant) – 1916
- porucznik (oberleutnant) – 1918

Wojsko Polskie
- kapitan – 1919
- major – 1921, zweryfikowany 3 maja 1922 ze starszeństwem z 1 czerwca 1919
- podpułkownik – 1 grudnia 1924 ze starszeństwem z 15 sierpnia 1924 i 85. lokatą w korpusie oficerów piechoty
- pułkownik – ze starszeństwem z 1 stycznia 1931 w korpusie oficerów piechoty
- generał brygady – 15 listopada 1939
- generał dywizji – 1 czerwca 1945 (Polskie Siły Zbrojne)
- generał broni – 11 listopada 1990 (prezydent RP na uchodźstwie)

## Ordery i odznaczenia
- Order Orła Białego (19 stycznia 1994)[116]
- Krzyż Kawalerski Orderu Virtuti Militari[117][71] nr 5
- Krzyż Złoty Orderu Virtuti Militari[118] nr 76
- Krzyż Srebrny Orderu Wojskowego Virtuti Militari (26 sierpnia 1922)[119][120]
- Wielka Wstęga Orderu Odrodzenia Polski (2 marca 1987)[121][122]
- Krzyż Komandorski Orderu Odrodzenia Polski
- Krzyż Oficerski Orderu Odrodzenia Polski (11 listopada 1934)[123][124][120]
- Krzyż Kawalerski Orderu Odrodzenia Polski[125]
- Krzyż Walecznych (trzykrotnie)[126]
- Złoty Krzyż Zasługi z Mieczami[127]
- Medal Wojska[127]
- Złoty Krzyż Zasługi (16 marca 1928)[128][126]
- Medal Niepodległości (29 grudnia 1933)[129][130][120]
- Medal Pamiątkowy za Wojnę 1918–1921[126][127]
- Medal Dziesięciolecia Odzyskanej Niepodległości[126]
- Odznaka pułkowa 81 Pułku Strzelców Grodzieńskich
- Wielki Oficer Orderu Korony (Belgia)[131]
- Komandor z Gwiazdą Orderu Zasługi (Węgry, 1934)[132]
- Komandor Orderu Legii Honorowej (Francja, 1945)[80]
- Komandor Orderu Imperium Brytyjskiego (Wielka Brytania)[127]
- Komandor Orderu Oranje-Nassau (Holandia)[133]
- Oficer Orderu Gwiazdy Rumunii (Rumunia, 1929)[134]
- Krzyż Wojenny z palmami (Belgia)[135]
- Krzyż Wojenny z palmami (Francja)[80]
- Towarzysz Orderu Łaźni (Wielka Brytania)[136][127]
- Order Wybitnej Służby (Wielka Brytania)[136]
- Gwiazda za Wojnę 1939–1945 (Wielka Brytania)[127]
- Gwiazda Francji i Niemiec (Wielka Brytania)[127]
- Medal Wojny 1939–1945 (Wielka Brytania)[127]
- Medal Obrony (Wielka Brytania)[127]
- Medal Pamiątkowy Wojny 1939–1945 (Francja)[126]
- Krzyż Zasługi Wojskowej (Austro-Węgry)[137]
- Srebrny Medal Zasługi Wojskowej (Austro-Węgry)[137].
- Brązowy Medal Zasługi Wojskowej (Austro-Węgry)[137]
- Krzyż Wojskowy Karola (Austro-Węgry)[137]
- Medal Waleczności (Austro-Węgry)[137]
- Medal Rannych (Austro-Węgry)[137]

## Upamiętnienie

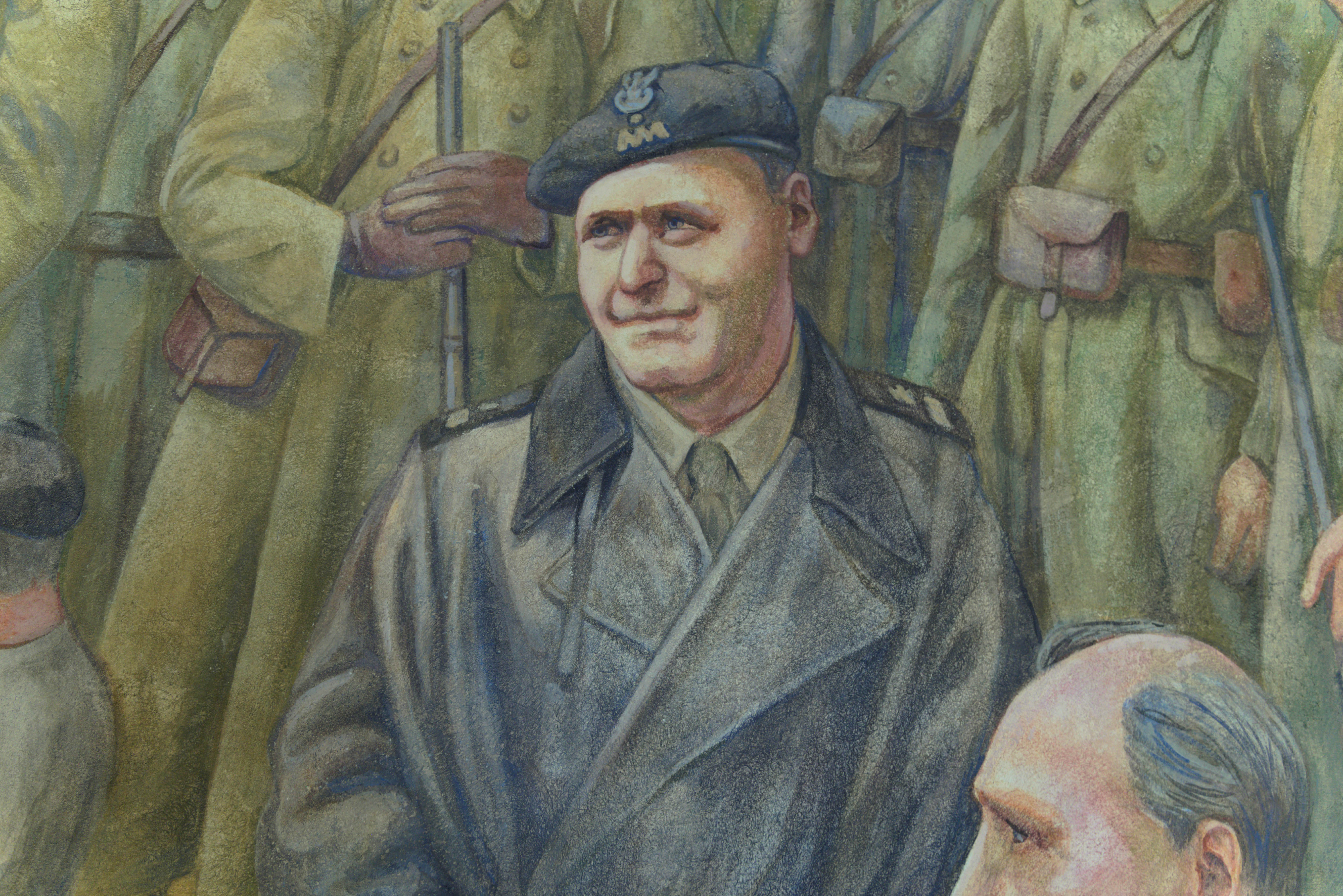
Piotr P. Drozdowicz, 2022, portret gen. Stanisław Maczka – fragment fresku w kościele św. Eligiusza w Comblessac, Francja

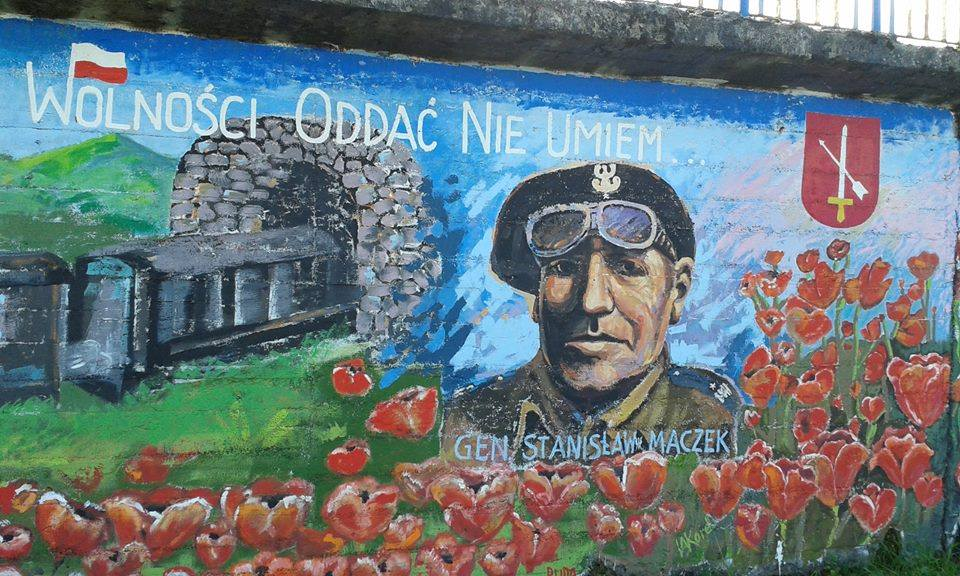
Mural generała Stanisława Maczka przy dworcu w Ustrzykach Dolnych, miejscu zwycięskiej potyczki z 1919

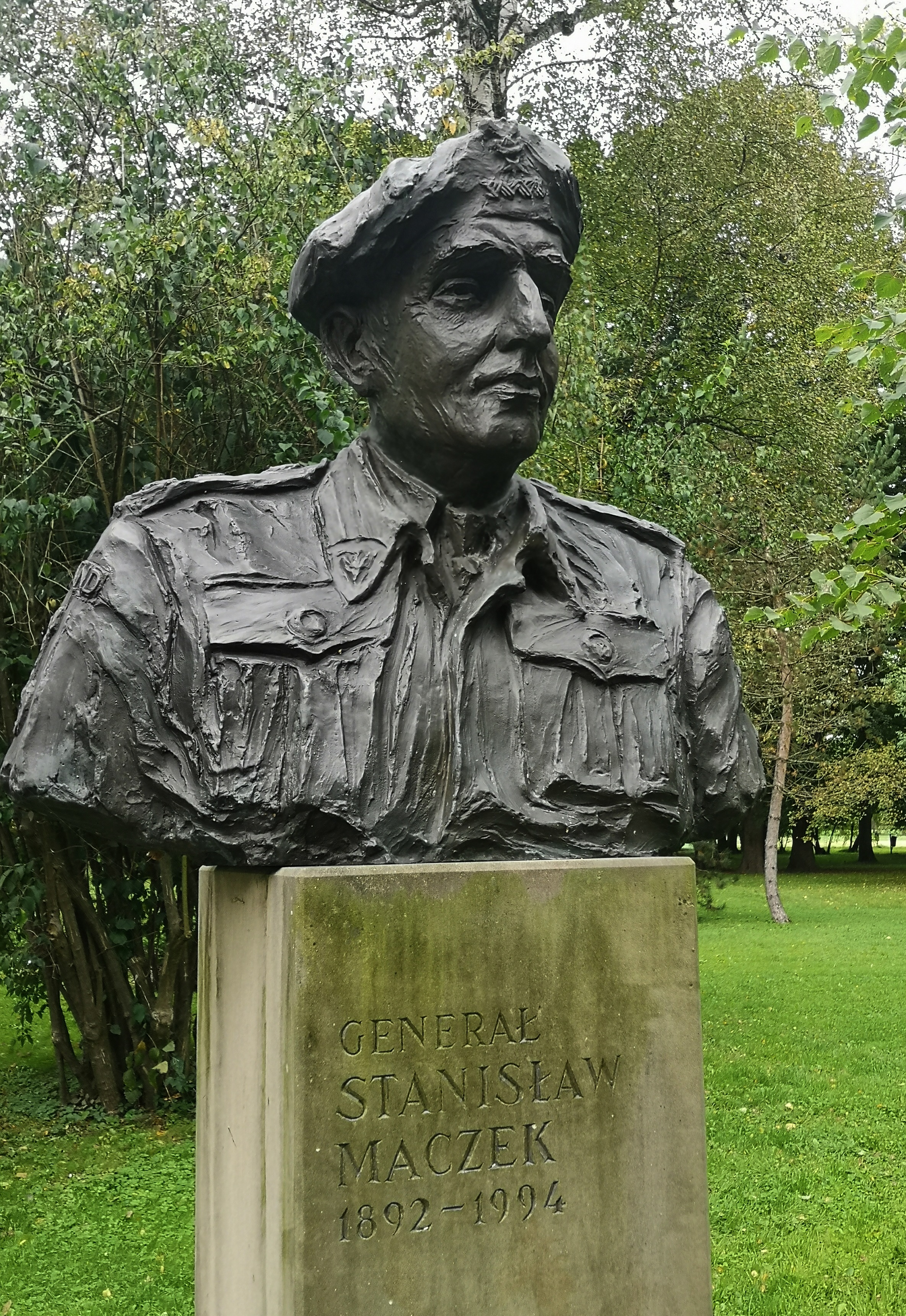
Pomnik gen. Stanisława Maczka w Galerii Wielkich Polaków XX wieku w Parku Jordana w Krakowie

Wizerunek Stanisława Maczka znajduje się na wydanym przez Pocztę Polską w 1989 r. z okazji 45. rocznicy bitwy pod Falaise znaczku pocztowym o nominale 165 złotych i nakładzie 6 milionów sztuk.
W 2003 r. Narodowy Bank Polski wyemitował upamiętniającą Stanisława Maczka srebrną monetę kolekcjonerską o nominale 10 złotych oraz towarzyszącą jej monetę okolicznościową ze stopu nordic gold o nominale 2 złotych.
Stanisław Maczek upamiętniony został w ramach projektu „Wielcy Polacy XX w.” popiersiem, które stoi w parku im. Henryka Jordana w Krakowie (III.1) – odsłonięcie 5 czerwca 2010.
Uchwałą z 3 października 2012 Senat RP zdecydował o ustanowieniu października 2012 miesiącem pamięci generała Stanisława Maczka (1892–1994).
W efekcie kampanii zainicjowanej przez pochodzącego ze Szkocji członka Izby Lordów, Lorda Frasera of Carmyllie, na dziedzińcu budynku rady miejskiej w Edynburgu umieszczona została ławeczka pamiątkowa wraz z siedzącym na niej pomnikiem generała Maczka. W uroczystości odsłonięcia postumentu 3 listopada 2018 wziął udział kapitan Zbigniew Mieczkowski, towarzysz broni generała, oraz Lady Fraser, w imieniu swojego zmarłego męża.
W kwietniu 2019 w Edynburgu jego imieniem nazwano jedna ze ścieżek w parku Bruntsfield Links.
29 października 2019, w 75. rocznicę wyzwolenia Bredy przez 1 Dywizję Pancerną, na jeden dzień zmieniono nazwę stadionu holenderskiej drużyny piłkarskiej NAC Breda na „Stanisław Maczek Stadion”. W tym samym roku i z tej samej okazji Poczta Polska wyemitowała w nakładzie 150 tys. sztuk zaprojektowany przez Marzannę Dąbrowską znaczek pocztowy o nominale 3,30 zł z wizerunkiem Stanisława Maczka. 
W listopadzie 2020 w Ustrzykach Dolnych osłonięto pomnik Stanisława Maczka, ustawiony pomiędzy kościołem Najświętszej Maryi Panny Królowej Polski a zabytkowym dworcem kolejowym, na którym w 1918 jego oddział stoczył bitwę z wojskami ukraińskimi.
W Holandii imieniem generała Maczka nazwano ulice w Bredzie i Dongen. Ulica w Bredzie dla upamiętnienia wyzwolenia miasta przez polskich żołnierzy od 1945 była nazwana Poolseweg (polska droga), a w 1964 została przemianowana na Generaal Maczekstraat (ulica generała Maczka). Również w miejscowościachː Kloosterzande, Baarle-Nassau, Ter Apel, Axel i Dorst są ulice imienia generała Maczka.
Jego imieniem nazwano m.in. ulice w: Białymstoku, Bielsku-Białej, Chrzanowie, Gdyni, Iławie, Jordanowie, Kołobrzegu, Łańcucie, Łodzi, Miastku, Olsztynie, Pelplinie, Poznaniu, Radzyminie, Rydułtowach, Rzeszowie, Starogardzie Gdańskim, Szczecinie, Warszawie, Wrocławiu i Ząbkach.
W Belgii w mieście Tielt jeden z placów jest nazwany imieniem generała Maczka – Generaal Maczekplein.
We Francji w Abbeville nadano jednej z ulic imię Generała Maczka (rue du Général Maczek).    
W 2024 na Polskim Cmentarzu Wojskowym w Bredzie odsłonięto jego pomnik

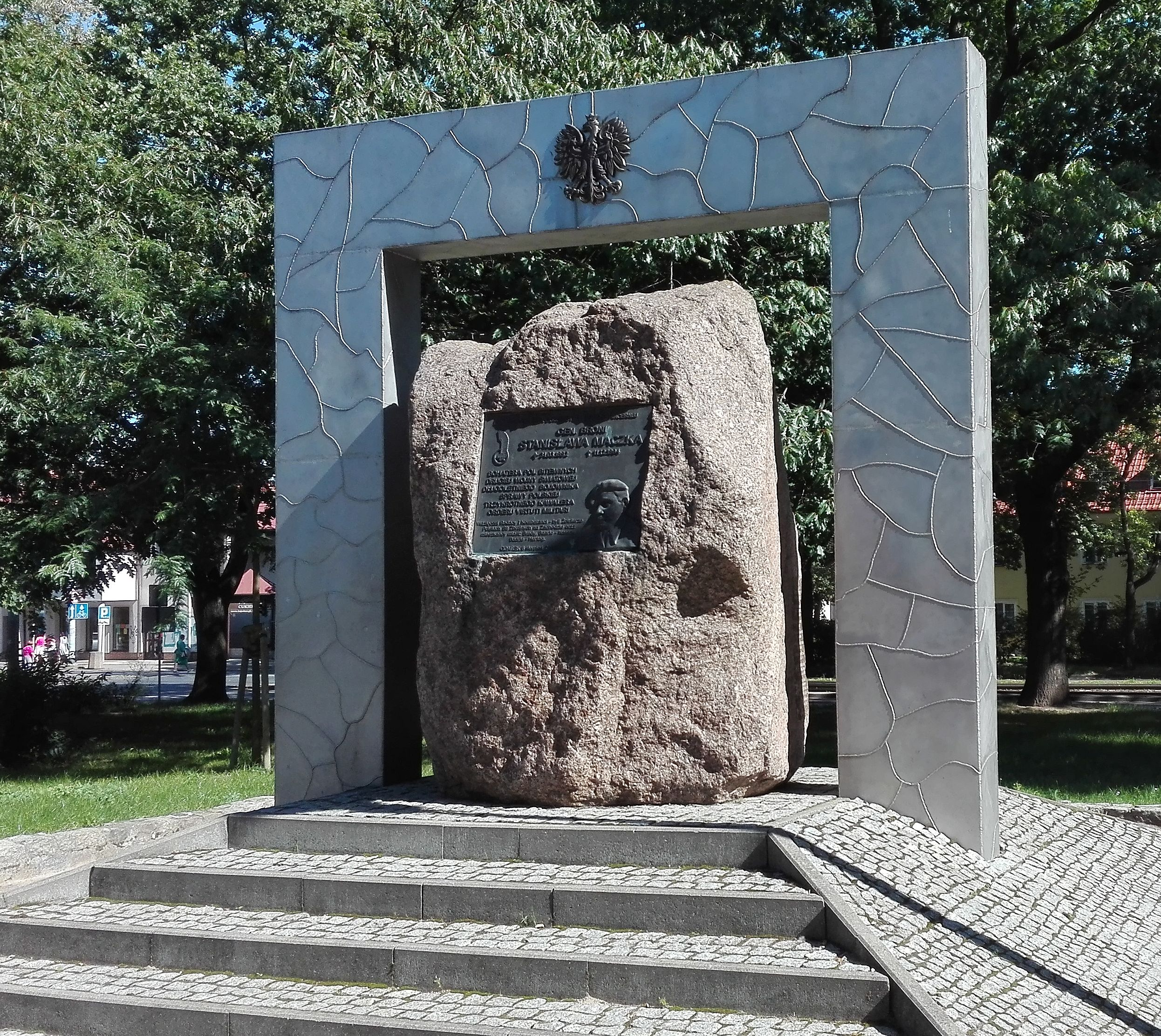
Pomnik gen. Maczka w Gdańsku-Wrzeszczu

## Patronaty
Patronat Stanisława Maczka otrzymały podmioty:
- III Liceum Ogólnokształcące im. Generała Stanisława Maczka oraz Technikum nr 5 im. Generała Stanisława Maczka w Zespole Szkół Elektrycznych i Ogólnokształcących w Krośnie
- Hufiec ZHP Rzeszów im. gen. Stanisława Maczka
- Gimnazjum Nr 1 im. gen. broni Stanisława Maczka w Jaworzu
- Szkoła Podstawowa Nr 14 im. gen. broni Stanisława Maczka w Lubinie
- Szkoła Podstawowa Nr 11 im. gen Stanisława Maczka w Rzeszowie
- Polska Szkoła Sobotnia im. Gen. Maczka w Kirkcaldy (Szkocja)
- Szkoła Podstawowa Nr 22 im. gen Stanisława Maczka w Kielcach
- Zespół Szkół Zawodowych im. gen. Stanisława Maczka w Koronowie
- IV Liceum Ogólnokształcące im. gen. Stanisława Maczka w Katowicach
- Kujawsko-Pomorski Specjalny Ośrodek Szkolno-Wychowawczy nr 2 dla Dzieci i Młodzieży Słabo Słyszącej i Niesłyszącej im. Gen. Stanisława Maczka w Bydgoszczy
- XCIV Liceum Ogólnokształcące przy ul. Gwiaździstej 35 w Warszawie[150]
- Zespół Szkół Samochodowych i Mechatronicznych nr 22 im. Gen. Stanisława Maczka w Łodzi
- Szkoła Podstawowa Nr 38 im. gen. Stanisława Maczka w Gdańsku
- Zespół Szkół Budowlanych im. gen. Stanisława Maczka w Bielsku-Białej
- 10 Brygada Kawalerii Pancernej w Świętoszowie[151]
- Szkoła Polonijna im. gen. Stanisława Maczka w Brabancji Północnej (Breda-Królestwo Niderlandów)
- Szkoła Podstawowa im. gen. Stanisława Maczka w Boguchwale
- Ulica im. gen. Stanisława Maczka w Jordanowie[152]
- Ulica im. gen. Stanisława Maczka w Bredzie
- Rondo gen. Stanisława Maczka w Krakowie
- Szkoła Podstawowa im gen. Stanisława Maczka w Bliżynie